# Krystian Getinger
Krystian Getinger (ur. 29 sierpnia 1988 w Mielcu) – polski piłkarz, występujący na pozycji obrońcy, w Zagłębiu Lubin, Stali Mielec, Stali Stalowa Wola, od 2013 ponownie w Stali Mielec, w której pełnił rolę kapitana i z którą awansował do Ekstraklasy w 2020, od 2025 ponownie w Stali Stalowa Wola.

## Sukcesy

### Stal Mielec
- I liga: 2019/2020[1]
- II liga: 2015/2016[3]

## Życie prywatne
Żonaty z Angeliną, mają dwoje dzieci. 